# Urin-Albumin-Kreatinin-Quotient
Der Urin-Albumin-Kreatinin-Quotient (Abkürzung UACR) ist der Quotient aus zwei verschiedenen Stoffen im Urin. Man findet auch die Bezeichnungen Albumin-Kreatinin-Verhältnis im Urin und Albumin-Kreatinin-Ratio (AKR). Ratio (Femininum) ist die englische und lateinische Bezeichnung für Quotient oder Verhältnis. In der Fachliteratur findet man die englischen Fachbegriffe urine albumin / urine creatinine ratio und Albumin-Kreatinin-Quotient (urinary albumin creatinine ratio, UACR) im ersten Morgenurin. Nephrologen beschreiben die ACR-Bestimmung aus dem Spontanurin.

## Physiologie
Albumin ist ein Protein im Blut; beim Menschen heißt es Humanalbumin. Es hat mehrere verschiedene Aufgaben. Es ist am Muskelaufbau beteiligt, es dient auch zur Reparatur von Geweben und hilft bei der Infektionsabwehr. Normalerweise ist Albumin nicht im Urin enthalten. Einen nicht krankhaften Albuminverlust stellt die Hypoalbuminämie mit Albuminurie der Schwangerschaft dar.
Kreatinin zählt dagegen zu den harnpflichtigen Substanzen. Es entsteht beim Muskelabbau und bei Muskelbelastungen.

## Pathophysiologie
Bei mehreren Krankheiten kommt es zur Albuminurie. Die Albuminurie ist ein Teil der Proteinurie.
Die Niereninsuffizienz wird von der Kidney Disease Outcomes Quality Initiative (KDIGO) seit Januar 2013 definiert als eine Abnormalität von Nierenstruktur oder Nierenfunktion. Zur Diagnosestellung muss mindestens eine dieser beiden Abnormalitäten vorliegen (Strukturschaden, Funktionsverlust). Dabei wird als Nierenschaden eine strukturelle Abnormalität angesehen. Hier können die Ursachen vielfältig sein. An oberster Stelle ist die Albuminurie zu nennen, in der Regel gemessen als Urin-Albumin-Kreatinin-Quotient.

## Hintergrund
Konzentrationsangaben im Urin sind wenig aussagekräftig, da die Ergebnisse vom Verdünnungszustand des Urins abhängen. Je nachdem, wie viel der Patient getrunken hat und wie viel Wasser er ausscheidet, können die Konzentrationen der einzelnen Harnbestandteile hoch oder niedrig sein. Diese Fehlerquelle wird umgangen, indem die Ausscheidung pro Tag ermittelt wird und in Masse pro Zeiteinheit angegeben wird. Hierzu ist aber die Messung aus 24-Stunden-Sammelurin notwendig. Die Urinsammlung stellt ihrerseits eine erhebliche Fehlerquelle dar.
Der Betrag von Milligramm Albumin pro Gramm Kreatinin hat die Dimension Masse pro Masse und die Einheit mg/g oder einfach 0,001.
Teilweise wird auch die Einheit mg/mmol Kreatinin verwendet. Überschlägig betragen die Werte dann ein Zehntel gegenüber der Angabe in mg/g (Umrechnungsfaktor für Kreatinin: 1 g = 8,8417 mmol).
Die Kreatinin-Ausscheidung pro Tag ist relativ konstant; sie beträgt etwa 1 g/d. Man kann im Sammelurin auch die täglich ausgeschiedene Albumin-Masse messen (Einheit ebenfalls g/d). Auch so kann man den UACR erhalten. Man erkennt, dass der UACR keine Einheit hat, also dimensionslos ist. Denn beim Dividieren fallen die identischen Einheiten durch Kürzen weg. Und das Wort Kreatinin gehört nicht in die Einheit.

## Labordiagnostik
Im Unterschied zu den herkömmlichen Urinteststreifen, die die Albuminkonzentration auf das Urinvolumen beziehen, berechnet der UACR-Test das Verhältnis von Albumin zu Kreatinin im Urin. Der Vorteil dieser Messung: Während die Konzentration des Albumins im Urin je nach Flüssigkeitszufuhr und Wasserausscheidung schwanken kann, ist die Kreatininausscheidung pro Tag relativ konstant. Indem das Albumin zu Kreatinin ins Verhältnis gesetzt wird, lässt sich der Einfluss der Verdünnung herausrechnen. Hierdurch ergeben sich verlässliche Werte, ohne dass ein 24-Stunden-Sammelurin nötig ist.
Zur Bestimmung der UACR gibt es spezielle Teststreifen; sie sind teurer als herkömmliche. Bei der Bestimmung handelt es sich um eine Kassenleistung. Diese kann in der Arztpraxis, aber auch in einem Laboratorium durchgeführt werden.

## Zahlenwerte
In der Nierenheilkunde hat man sich auf die folgende Einteilung verständigt.
- Normalwert: < 30 mg/g
- Mikroalbuminurie: 30 bis 300 mg/g
- Makroalbuminurie: 300 bis 3.000 mg/g
- "Große Proteinurie": > 3.000 mg/g (= 3 g/g)

## Bedeutung
Die neueren Leitlinien der Kidney Disease: Improving Global Outcomes (KDIGO) beziehen die UACR in die Stadieneinteilung der Niereninsuffizienz mit ein. Dabei wird wie folgt eingeteilt:
- Stadium A1 mit UACR < 0,03
- Stadium A2 mit UACR zwischen 0,03 und 0,3
- Stadium A3 mit UACR > 0,3

Ein sehr hohes Risiko für atherosklerotische Herz-Kreislauf-Krankheiten haben niereninsuffiziente Patienten, wenn
- ihre GFR < 30 ml/min ist oder wenn
- ihre GFR zwischen 30 und 45 ml/min liegt bei gleichzeitiger UACR > 0,03.[11]

Hierbei handelt es sich um eine Korrelation ohne Hinweise auf eine Kausalität. Eine Korrelation beschreibt keine Ursache-Wirkungs-Beziehung.

## Tiermedizin
In der Tiermedizin wird ein Albuminverlust über den Urin routinemäßig über den Urin-Protein-Kreatinin-Quotienten und über die Proteingehalte im Blutplasma abgeschätzt. Eine aktuelle Studie am Haushund konnte zeigen, dass der Urin-Albumin-Kreatinin-Quotient starke positive Korrelationen zum Serum-Kreatinin, zum symmetrischen Dimethylarginin im Serum und zum Urin-Protein-Kreatinin-Quotienten zeigt. Als Testtrennwert wurde 64,2 mg/g ermittelt, wobei nierenkranke Hunde mit einer Sensitivität von 94 % und mit einer Spezifität von 94 % höhere Werte aufweisen.